# Zlechov
Zlechov település Csehországban, a Uherské Hradiště-i járásban. Zlechov Boršice, Velehrad, Staré Město, Jalubí, Kostelany nad Moravou, Tupesy és Buchlovice településekkel határos. Lakosainak száma 1625 fő (2024. január 1.).

## Népesség
A település lakosságának változását az alábbi diagram mutatja:
| Lakosok száma | 845  | 1053 | 1352 | 1385 | 1625 | 1572 | 1682 | 1663 | 1630 | 1625 |
|               | 1869 | 1890 | 1921 | 1950 | 1980 | 2001 | 2017 | 2019 | 2022 | 2024 |